# 사수국
사수국(泗水國)은 한나라에서 설치한 중국의 옛 제후왕국이다.

## 전한
원래는 동해군의 일부로, 상산헌왕의 후계 분쟁으로 상산국이 폐지된 후 무제가 원정 3년(기원전 114년)에 헌왕의 아들 사수사왕 유상에게 동해군의 3만 호를 분할해서 사수국을 만들어 주었다.
서주에 속했으며 원시 2년(2년)의 인구조사에 따르면 25,025호, 119,114명을 관할했다. 아래의 속현 목록은 《한서》지리지의 내용이다. 원연·수화 연간으로 여겨지며, 일반적으로 첫 현이 군국의 치소로 간주된다.
| 현명 | 한자 | 대략적 위치              | 비고                                                                      |
| ---- | ---- | ------------------------ | ------------------------------------------------------------------------- |
| 능   | 淩   | 쑤첸 시 쓰양 현 북서     | 응소에 따르면 능수(淩水)가 이곳에서 발원해서 남으로 화이허 강에 들어간다. |
| 사양 | 泗陽 | 화이안 시 화이인 구 남서 |                                                                           |
| 우   | 于   | 모름                     |                                                                           |

다음은 사수왕국에서 봉해진 왕자후들이다.
| 이름       | 봉해진 때                 | 폐해진 때             | 왕자후표의 말격 | 지리지의 소속 군 |
| ---------- | ------------------------- | --------------------- | --------------- | ---------------- |
| 우향(于鄕) | 영광 3년(기원전 41년) 3월 | 시건국 원년(9년)?     | 동해            | 동해             |
| 취향(就鄕) | 영광 3년(기원전 41년) 3월 | 건소 4년(기원전 35년) | 동해            |                  |
| 창양(昌陽) | 영시 4년(기원전 13년) 5월 | 시건국 원년(9년)      |                 | 임회             |

## 신나라
군의 이름을 수순(水順)으로 고치고 다음 현의 이름을 바꿨다.
| 전한 | 신             |
| ---- | -------------- |
| 능   | 생릉(生淩)     |
| 사양 | 회평정(淮平亭) |
| 우   | 우병(于屛)     |

## 후한
후한에서는 광무제의 족부 유흡을 건무 2년(26년)에 사수왕으로 삼았는데, 건무 10년(35년) 유흡이 죽은 뒤 사수국은 폐지됐고 광릉군으로 편입됐다.

## 상
- 만검 (? ~ 기원전 19년)
- 견풍 (기원전 6년 ~ ?)